# Araruama
Araruama (tupi: Arara'y'u-aba, «lugar de as araras beberem água»)? é um município brasileiro situado no interior do estado do Rio de Janeiro. Localiza-se a 22°52'22" de latitude sul e 42°20'35" de longitude oeste, a uma altitude de quinze metros. Sua população, conforme estimativas do IBGE de 2024, era de 137 773 habitantes, sendo a segunda maior população da Região dos Lagos.
O município de Araruama estende-se por uma área de 638 276 km², marcados por planícies e alguns lagos, entre os quais, a Lagoa de Araruama e a Lagoa de Juturnaíba – esta última está situada entre os municípios de Araruama e Silva Jardim. Geograficamente, Araruama é o maior município da Região dos Lagos. 
O Índice de Desenvolvimento Humano Municipal (IDH-M) do município, segundo dados de 2010 era de 0,718 (alto), sendo considerado o 37° maior IDH-M do estado. Baseado em dados de 2000 a 2010, Araruama foi o município que mais cresceu no Índice de Desenvolvimento Humano em todo o estado do Rio de Janeiro. O Produto Interno Bruto (PIB) de Araruama, segundo dados de 2020 era de R$ 3 528 684,30, sendo considerado o 29° PIB mais alto do estado. Araruama possui uma economia forte em relação aos demais municípios do estado, é também a 2ª mais forte da Região dos Lagos.

## Símbolos

### Hino de Araruama
O hino da cidade de Araruama foi registrado em 10/1999 no D.O. do Estado do Rio de Janeiro (8775/3) numa publicação oficial, detendo daquela data o hino oficial ao compositor Pedro Paulo Pessoa Pinto (Pedro Pessoa - Músico), as belas citações que determinavam uma nova era de primor à cidade.

### Brasão de Araruama
O primeiro brasão foi criado em 6 de fevereiro de 1859 e firmado em decreto em 10 de junho de 1935 pelo Prefeito Mario dos Santos Alves.
Significados:As cinco estrelas de cinco pontas representam cada um dos distritos de Araruama: o distrito sede (centro da cidade), Morro Grande, Iguabinha, São Vicente de Paulo e Praia Seca.
O cocar indígena e as flechas cruzadas em aspa (formando um "X") relembra os índios.
O moinho de vento e o monte de sal simbolizam o mais tradicional e característico produto do município.
O peixe, em campo de ouro, representa também um dos principais produtos de Araruama, graças à piscosidade da lagoa e do litoral.
As datas de 1859 e 1890 rememoram, respectivamente, a criação da antiga Vila de São Sebastião de Araruama e a sua elevação à categoria de cidade.
A coroa mural de cinco torres é o atributo heráldico à cidade.

## Geografia

### Clima
O clima desta região é tropical, com precipitação anual pouco acima de 1.500 mm, atingindo a máxima entre novembro e março, sendo junho, julho e agosto os meses menos chuvosos. A temperatura média anual fica em torno de 23 °C, com mínimas diárias de 19 °C à 9 °C no inverno e máximas de 30 °C a 38 °C no verão.

## Lazer e cultura

### O Museu Arqueológico
O Museu Arqueológico de Araruama está situado na sede da Fazenda Aurora, tombada pelo Instituto Estadual do Patrimônio Cultural (Inepac). O casarão imponente, um prédio de características neoclássicas, foi erguido em 1862 e todo restaurado para abrigar, desde 2006, o Museu Arqueológico, que atualmente está fechado por não ter condições estruturais e de segurança para expor suas peças. No século XIX, a Fazenda fez parte da rápida e próspera produção de café da região, que chegou a ter dois portos para escoamento dos grãos.
O Museu Arqueológico localizado na Fazenda Aurora mantém ainda o engenho, as senzalas e a casa-grande, e preserva pinturas murais (trompe l’oeil) e trabalhos em estuque. Através de painéis e fotos e por meio de artefatos encontrados nos sítios arqueológicos de Araruama, o Museu Arqueológico conta a história da ocupação da Região dos Lagos pelos índios Tupinambás até serem dizimados.  O acervo descoberto no sítio arqueológico de Morro Grande encontra-se no Museu Nacional, no Rio de Janeiro.

### Antiga Estação Ferroviária de Ponte dos Leites
A Antiga Estação Ferroviária de Ponte dos Leites se encontra atualmente revitalizada, sendo um dos mais recentes pontos turísticos e históricos de Araruama, atraindo muitos visitantes. O prédio da antiga estação ganhou em seu entorno, desenhos e obras realizados por artistas plásticos renomados de Araruama, homenageando os áureos tempos da ferrovia e em sua parte interna, abriga-se uma biblioteca que oferece acesso as mais variadas obras literárias aos moradores e visitantes. Ao lado do prédio histórico, se situa uma antiga locomotiva à vapor para exposição. Está localizada na Rua Prefeito Antônio Raposo, estando próxima a Praia do Areal. 